# Robert Dienst
Robert Dienst (1. března 1928 Vídeň – 13. června 2000 Vídeň) byl rakouský fotbalista.
Hrál na postu útočníka, hlavně za SK Rapid Vídeň. Byl čtyřikrát nejlepším střelcem rakouské ligy a s celkovým počtem 323 gólů drží rekord hráče s největším počtem zásahů v nejvyšší rakouské fotbalové lize. Byl na mistrovství světa 1954 a 1958.

## Hráčská kariéra
Robert Dienst hrál na postu útočníka za Floridsdorfer AC, SK Rapid Vídeň a SV Schwechat. Byl čtyřikrát nejlepším střelcem rakouské ligy a s celkovým počtem 323 gólů drží rekord hráče s největším počtem zásahů v nejvyšší rakouské fotbalové lize. S 307 góly je pak nejlepším střelcem Rapidu v lize.
Za Rakousko hrál 27 zápasů a dal 12 gólů. Byl na mistrovství světa v roce 1954, kde hrál a získal bronz, a v roce 1958, kde nehrál.

## Úspěchy

### Klub
Rapid
- Rakouská liga (6): 1951, 1952, 1954, 1956, 1957, 1960
- Rakouský pohár (1): 1961
- Středoevropský pohár (1): 1951

### Reprezentace
Rakousko
- 3. místo na mistrovství světa: 1954

### Individuální
- Král střelců rakouské ligy (4): 1951, 1953, 1954, 1957